# 케이트 레이워스

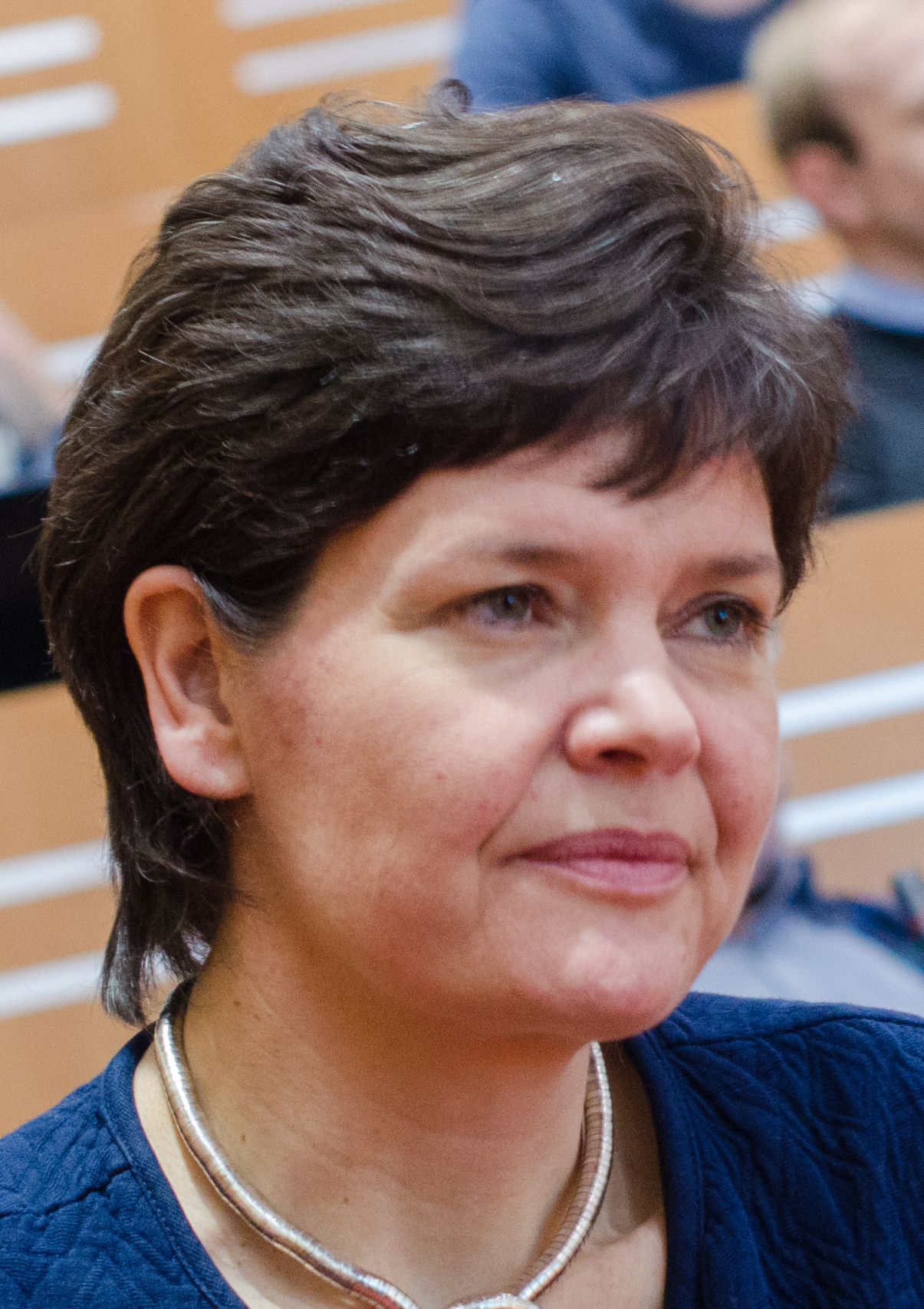
케이트 레이워스

케이트 레이워스(Kate Raworth, 1970년생)는 영국의 경제학자다. 옥스퍼드 대학교에서 경제학을 공부했고 유엔과 옥스팜에서 일했다. 현재 옥스퍼드 대학교 환경 변화 연구소(Environmental Change Institute) 선임 초빙 연구원으로 학생들을 가르친다. 케임브리지 지속가능성 리더십 연구소(Cambridge Institute for Sustainability Leadership) 선임 연구원이기도 하며, 슈마허 칼리지(Schumacher College)의 이행 경제학(Economics for Transition) 프로그램을 이끌고 있다. 지구 생태가 감당할 수 있는 한계, 인간의 존엄과 생존이 위협받지 않는 물질 문명 사회의 한계를 기준으로 경제 발전의 정의와 개념을 재고하자고 피력한다.

## 생애
옥스퍼드 대학교에서 정치·철학·경제학을 공부했고 개발경제학(Economics for Development)으로 석사 학위를 받았다. 스톡홀름 경제대학교(Stockholm School of Economics)의 ‘세계의 도전(Global Challenges)’ 프로그램, 앵글리아 러스킨 대학교(Anglia Ruskin University)의 지구 자원 관측소(Global Resource Observatory), 옥스퍼드 대학교 환경 변화 연구소 등 여러 기관의 자문 위원으로 활동하고 있다.
아프리카 잔지바르 농촌에서 3년간 영세사업자, 특히 전기와 수도도 없는 곳에서 육아와 살림과 생업을 책임지는 여성 사업자들과 함께 일했다. 맨해튼의 유엔으로 자리를 옮겨 「인간 개발 보고서(Human Development Report)」 등 유엔 개발 프로그램(UNDP, United Nations Development Programme)의 간판 보고서를 썼다. 이후 학생 시절부터 꿈꾸던 옥스팜(Oxfam)에서 10년간 선임 연구원으로 일했다.
방글라데시부터 버밍엄에 이르기까지 경제 사회의 공급 사슬 최말단에 있는 여성 노동자들을 만나고, 인도에서 잠비아에 이르는 여러 지역의 농민들과 함께 기후 변화가 인권에 미치는 영향을 연구했다.
국제 무역 규칙에 존재하는 이중 잣대와 조작을 바로잡기 위해 로비 활동을 벌이기도 했다.
그는 신고전주의 경제학에 기반한 기존의 경제학 관점을 뒤집으며 21세기 인류가 맞닥뜨린 생태, 사회 문제를 분명하게 인식해야 한다고 주장한다. 더 나아가 문제를 해결하기 위해서는 성장 중독에 빠진 주류 경제학에서 벗어나 지구 차원에서 모든 사람이 안전하고 공평하게 살 수 있는 방향으로 경제학을 바꿔나가야 한다고 피력한다. 전 지구에 제시하는 대안으로 ‘도넛 경제학(도넛 이코노믹스)’ 모델을 창안했다. ‘도넛 경제학’ 모델로 국제 사회의 주목을 받았고, 이 도넛 모델은 세계 개발 정책, 정부 정책, 기업 전략의 가이드로 자리 잡았다. 2015년 UN의 ‘지속 가능한 발전 목표(SDGs, Sustainable Development Goals)’ 협상 과정에서도 경제 성장을 매우 함축적으로 묘사한 도넛이 번영을 위해 지켜야 할 기준을 제시함으로써 세계가 내걸어야 할 여러 목표의 큰 그림을 상기시키는 기준 역할을 했다. 유엔 총회부터 점령 운동에 이르기까지 여러 현장에서, 다양한 사람들을 대상으로 도넛 경제학 강연을 한다.
케이트 레이워스와 도넛 모델은 복잡계 경제학, 생태경제학, 여성주의 경제학, 제도주의 경제학, 행동경제학은 물론 지속 가능한 발전을 생각하는 사람, 진보적 사업가, 정치 활동가, 환경 운동가 들에게 영향을 미치고 있다.

## 개인사
「가디언」이 뽑은 ‘경제 체제를 변화시키는 10대 트위터리언’에 선정되었다. 「파이낸셜타임스」, 「월스트리트저널」, 「뉴스테이츠먼」, CNN, 알자지라 등에 글을 쓰기도 했다.

## 저서
- 『도넛 경제학: 21세기 경제학자처럼 생각하는 일곱 가지 방법(Doughnut Economics: Seven Ways to Think Like a 21st-Century Economist)』
- 「자연과 기후 변화(Nature and Climate Change)」
- 「지속 가능성(Sustainability)」
- 「젠더와 개발(Gender and Development)」
- 「윤리·국제 문제 저널(Journal of Ethics and International Affairs)」

## 경력
▪ 옥스퍼드 대학교 환경변화연구소 연구원
▪ 옥스퍼드 환경 변화·관리 분야 석사 과정 교수
▪ 케임브리지 지속가능성리더십연구소 선임 연구원
▪ 옥스퍼드 대학교 정치학, 철학, 경제학 학사
▪ 옥스퍼드 대학교 개발경제학 석사
▪ 로마 클럽 회원
▪ 스톡홀름 대학교, 서리 대학교 경제학과 자문 위원

## 같이 보기
- 생태경제학